# Zack e Cody al Grand Hotel
Zack e Cody al Grand Hotel (The Suite Life of Zack and Cody) è una serie televisiva statunitense trasmessa in prima visione su Disney Channel dal 18 marzo 2005 al 1º settembre 2008, per 87 episodi ripartiti in tre stagioni. 
La serie ha per protagonisti Dylan e Cole Sprouse. Interpretano rispettivamente Zack e Cody Martin, due gemelli, che insieme alla loro madre single, Carey, interpretata da Kim Rhodes, abitano al ventitreesimo piano in un hotel a cinque stelle come previsto dal contratto della madre, cantante all'hotel Tipton di Boston. La serie segue quindi le avventure dei due gemelli e di alcuni altri personaggi fissi: London, la figlia del proprietario dell'hotel; Maddie, la cassiera del negozio di dolci; la madre Carey; e Moseby, il manager dell'albergo.
Sono stati prodotti anche alcuni videogiochi: uno per il Nintendo DS intitolato The Suite Life of Zack & Cody: Tipton Trouble e uno per il Game Boy Advance intitolato The Suite Life of Zack & Cody: Tipton Caper.
Lo show è co-creato da Danny Kallis, che è stato scrittore, produttore, e direttore nella serie televisiva Un genio in famiglia; e Jim Geoghan, che è stato lo scrittore e produttore di Otto sotto un tetto.
Lo show in Italia, oltre ad andare in onda regolarmente dal 26 settembre 2005 al 14 ottobre 2008 su Disney Channel, è stato riproposto con le prime due stagioni su Italia 1 dal 5 marzo 2007.

## Trama
Zack e Cody Martin sono due gemelli che vivono nel lussuoso Hotel Tipton di Boston con la loro madre single Carey, cantante dell'albergo. La serie ruota attorno alle avventure dei due gemelli, e ai guai che essi combinano frequentemente, spesso insieme ad alcuni membri dell'hotel come Maddie, la cassiera del banco dei dolci, London, la viziata figlia del proprietario del Tipton, Esteban, il fattorino, Arwin, l'aggiustatutto dell'hotel, Moseby, il severo direttore, e svariati altri personaggi.

## Personaggi e interpreti

### Protagonisti
- Cody Martin, interpretato da Cole Sprouse, doppiato da Manuel Meli.
- Zack Martin, interpretato da Dylan Sprouse, doppiato da Jacopo Castagna.
- Maddie Fitzpatrick, interpretata da Ashley Tisdale, doppiata da Gemma Donati.
- London Tipton, interpretata da Brenda Song, doppiata da Alessia Amendola.
- Marion Moseby, interpretato da Phill Lewis, doppiato da Fabrizio Vidale.
- Carey Martin, interpretata da Kim Rhodes, doppiata da Giò Giò Rapattoni.
- Esteban Ramìrez, interpretato da Adrian R'Mante, doppiato da Nanni Baldini.
- Arwin Hawkauser, interpretato da Brian Stepanek, doppiato da Luca Dal Fabbro.

## Episodi
| Stagione         | Episodi | Prima TV USA | Prima TV Italia |
| ---------------- | ------- | ------------ | --------------- |
| Prima stagione   | 26      | 2005-2006    | 2005-2006       |
| Seconda stagione | 39      | 2006-2007    | 2006-2007       |
| Terza stagione   | 22      | 2007-2008    | 2007-2008       |

## Produzione
Zack e Cody al Grand Hotel è stato creato nel 2003 da Danny Kallis e Jim Geoghan, che proposero alla Disney una serie basata su due bambini combinaguai. La produzione partì all'inizio del 2004: i protagonisti scelti ai casting furono Dylan e Cole Sprouse, che fino ad allora avevano avuto solo sporadiche esperienze al cinema (come nel 1999 in Big Daddy - Un papà speciale). Tra gli altri interpreti ci furono Ashley Tisdale nei panni di Maddie, Brenda Song in quelli di London Tipton, Kim Rhodes in quelli di Carey, e Phill Lewis nel ruolo di Moseby.
Le riprese della prima stagione, che conteneva 26 episodi, iniziarono il 22 settembre 2004 e durarono fino al 22 marzo 2005. la prima messa in onda della serie negli USA ci fu il 18 marzo 2005 (in Italia il 26 settembre 2005), coi primi due episodi e spezzò il record di serie più guardata alla prima puntata su Disney Channel (anche se fu successivamente battuta da Hannah Montana nel 2006 e da Cory alla Casa Bianca nel 2007). La serie riscosse un successo clamoroso, superando spesso i 6 milioni di spettatori a puntata: in particolare l'episodio Il fantasma della 613 del 14 ottobre 2005 stabilì il record di oltre 8 milioni di spettatori, tutt'oggi l'ascolto più alto di una serie Disney della storia. Per tale successo la rete ordinò subito nel gennaio 2006 una seconda stagione composta da ben 39 episodi.
Le riprese della seconda stagione iniziarono il 16 agosto 2005 fino al 21 febbraio 2006, per poi riprendere dal 12 aprile al 30 giugno 2006: la messa in onda iniziò il 3 febbraio 2006 per concludersi nel giugno 2007. In questa seconda serie presero parte diverse guest-stars come Zac Efron e Selena Gomez; sempre in questa stagione lo show ha anche avuto un crossover insieme alle serie Hannah Montana e Raven. Anche stavolta ebbe un buon successo e la Disney mandò avanti la produzione, annunciando una terza stagione nella primavera 2007; le riprese partirono il 15 dicembre 2006 al 31 maggio 2007.
L'ultima stagione è trasmessa dal 23 giugno 2007 (in Italia a settembre 2007); in questa serie Ashley Tisdale è assente in numerosi episodi poiché era impegnata con High School Musical: Il Concerto e con le riprese di High School Musical 2. Per questa ragione, Giovonnie Samuels è stata aggiunta nel cast al posto di Maddie. Ma in molti episodi dopo la Tisdale è ritornata in pianta stabile nel cast dopo essere apparsa in piccoli cameo. Anche Brenda Song è mancata in alcuni episodi a causa delle riprese di College Road Trip. Il 13 febbraio 2008, nella rivista Tiger Beat, è stato riportato che Zack e Cody al Grand Hotel non avrebbe avuto più episodi, ma che esistevano puntate non ancora trasmesse. È stato anche visibile durante il mese di ottobre 2007 a Disney Adventures dove furono mostrate alcune immagini dell'episodio con guest star le Cheetah Girls e Chris Brown. L'ultimo episodio è andato in onda il 1º settembre 2008.

## Colonna sonora
La musica è composta da Gary Scott.
Vi sono alcuni temi ricorrenti nella serie o ripresi in Zack e Cody sul ponte di comando.
- "Scene velocizzate": un tema usato per le scene velocizzate in cui Maddie corre dalla stanza di London al pian terreno e viceversa in Bis...cotti; poi nella nuova serie in Amore e guerra e in Chi la fa l'aspetti.
- "Tema del diploma": udito durante la consegna del diploma in Diplomati e nuovamente in Diplomati sul ponte di comando.
- "Rallentatore": usato nelle scene al rallentatore quando Arwin gioca a bowling in Bowling (la stessa scena viene mostrata in un flashback nell'episodio finale Arriva il signor Tipton!) e durante l'ultimo round della sfida al supermercato in Una ragazza impossibile.
- "Tema marocchino": tema musicale in stile Marocco composto per la danza del ventre di Maddie in Attitudine, e nella nuova serie durante un viaggio in Marocco per una festa sulla S.S. Tipton, nell'episodio Il genio della lampada.

## DVD
In Italia sono stati pubblicati 3 DVD.
- Zack e Cody al Grand Hotel
  - Rock Star al Grand Hotel
  - Basket e baci
  - Strane coppie
  - In guerra e in amore
  - Incubo di una notte di mezza estate
- Zack e Cody al Grand Hotel seconda parte
  - La battaglia delle band
  - Elezioni
  - 1 16 anni da ricordare
- Zack e Cody al Grand Hotel terza parte
  - Zack, Cody, Raven e Hannah Montana
  - Salute e forma fisica
  - Episodi crossover con le serie Raven e Hannah Montana.

## Nomination e premi
Emmy Awards
- 2006 Creative Arts Emmy - Miglior coreografia: nell'episodio "Il top dello Spot" (Nominato)
- 2007 Creative Arts Emmy Archiviato il 3 novembre 2009 in Internet Archive. - Miglior programma per ragazzi (Nominato)

Kids' Choice Awards, USA
- 2007 Kids' Choice Awards - Serie preferita (Nominato)
- 2007 Kids' Choice Awards - Attore preferito di una Serie TV: Dylan Sprouse (Nominato)

Young Artist Awards
- 2007 YAA - Miglior serie televisiva per famiglia (Commedia) (Vincitore)
- 2007 YAA - Miglior performance in una Serie TV: Sammi Hanratty (Nominato)
- 2007 YAA - Miglior performance in una Serie TV: Alyson Stoner (Nominato)
- 2007 YAA - Miglior performance in una Serie TV: Cole Sprouse (Nominato)
- 2007 YAA - Miglior performance in una Serie TV: Dylan Sprouse (Nominato)
- 2007 YAA - Miglior performance in una Serie TV: Sophie Oda (Nominato)

## Messe in onda internazionali
| Paese                 | Canale                  | Data                           |
| --------------------- | ----------------------- | ------------------------------ |
| Stati Uniti           | Disney Channel          | 18 marzo 2005                  |
| Regno Unito           | Disney Channel          | 7 maggio 2005                  |
| Canada                | Family Channel          | 3 settembre 2005               |
| Turchia               | Disney Channel          | 29 aprile 2007                 |
| Repubblica Dominicana | Disney Channel          | 10 ottobre 2005                |
| Brasile               | Disney Channel          | 12 ottobre 2005                |
| Arabia Saudita        | Disney Channel          | 2005                           |
| Spagna                | Disney Channel          | 12 settembre 2006              |
| Francia               | Disney Channel          | 23 settembre 2006              |
| Italia                | Disney Channel Italia 1 | 26 settembre 2005 5 marzo 2007 |
| Germania              | Disney Channel          | 3 ottobre 2006                 |
| India                 | Disney Channel          | 2006                           |
| Israele               | Kids Channel            | 25 giugno 2007                 |
| Danimarca             | Disney Channel          | 2007                           |
| Sudafrica             | Disney Channel          | 2007                           |
| Portogallo            | Disney Channel          | 2009                           |
| Australia             | Disney Channel          | 2009                           |
| Albania               | Junior TV               | 2007                           |

## Seguiti e spin-off

### Zack e Cody sul ponte di comando
Zack e Cody sul ponte di comando è un sequel con alcuni dei personaggi principali di Zack e Cody al Grand Hotel. La produzione ha girato questa serie appena è finita la trasmissione della serie madre. La serie è stata girata su una nave da crociera, vedendo i due fratelli gemelli e London frequentare una scuola marina. Gli attori Ashley Tisdale (alias Maddie Fitzpatrick) e Kim Rhodes (alias Carey Martin) non hanno un ruolo fisso nella serie e fanno solo alcune apparizioni.

### Arwin!
Arwin! è il film spin-off della serie madre che racconta in modo più specifico e dettagliato le avventure dell'omonimo stravagante inventore e ingegnere di origine greca dell'hotel Tipton, Arwin Hawkauser (Brian Stepanek). In questo film appare la cantante-attrice Selena Gomez, che interpreta il ruolo di "Alexa". Quest'ultima, la si conosce come protagonista della serie I maghi di Waverly.

## Videogiochi
- The Suite Life of Zack & Cody: Tipton Caper (ottobre 2006)
- The Suite Life of Zack & Cody: Tipton Trouble (settembre 2006)
- The Suite Life of Zack & Cody: Circle of Spies (ottobre 2007)